# 北京路站 (贵阳市)
北京路站是贵阳轨道交通1号线与3号线的地铁车站，是一个换乘站，位于中华人民共和国贵州省贵阳市云岩区北京路与人民大道交叉口。1号线车站于2018年12月1日开通，3号线车站于2023年12月16日开通。

## 车站结构
北京路站为1号线与3号线换乘站，其中1号线车站沿人民大道南北向设置，为地下二层岛式站台车站，车站长302米，标准段宽25.4米，车站地下一层为站厅层，地下二层为站台层，南侧设有一条单渡线。3号线车站沿北京路东西向设置，为地下四层岛式站台车站，车站长259.5米，宽22.8米，车站地下三层为站厅层兼换乘层，地下四层为站台层。两线采用十字节点换乘，均需通过位于地下三层3号线站厅部分。
|                   |  | █ 1号线往窦官（八鸽岩）       |
| 島式 · 開左邊车门 |  |                               |
|                   |  | █ 1号线往小孟工业园（喷水池） |

|                   |  | █ 3号线往桐木岭（省委党校）（黔灵山公园） |
| 島式 · 開左邊车门 |  |                                           |
|                   |  | █ 3号线往洛湾（贵医）                     |

## 车站出口
北京路站目前开放7个出入口，近A出入口设地下连通道通向银海元隆广场，H出入口直接连通地下三层3号线站厅，各出口及周围设施如下所示：
| 编号                | 出入口信息                                                                   | 照片 | 无障碍设施 |
| ------------------- | ---------------------------------------------------------------------------- | ---- | ---------- |
| A · 出口            | 北京路，人民大道北段，黔灵山路，银海元隆广场，贵阳云岩小学，贵阳市第十七中学 |      | 不適用     |
| B · 出口 · （设有） | 人民大道北段，北京路                                                         |      |            |
| C · 出口            | 人民大道北段，北京路，沙河街，毓秀路小学                                     |      | 不適用     |
| D · 出口 · （设有） | 北京路，人民大道北段，中华北路，贵阳省国际会议中心，贵州省政协，贵州饭店     |      |            |
| G · 出口            | 人民大道北段，北京路，贵州省美术馆                                           |      | 不適用     |
| H · 出口            | 北京路，体育路，贵州省图书馆                                                 |      | 不適用     |
| J · 出口            | 北京路，人民大道北段，贵州饭店                                               |      | 不適用     |
| 图例： 设有         |                                                                              |      |            |

## 接驳交通

### 公交车
- 北京路①：2路，12路，14路，15路，22路，25路，27路，39路，50路，62路，100路，214路，229路，271路，273路，311路，6020路世纪城夜间专线，支214路
- 北京路②：51路，66路，66路大站快车，101路，248路，273路，314路，316路，320路，K248路，支214路
- 北京路③：10路，14路，15路，22路，25路，27路，50路，51路，62路，101路，229路，248路，311路，314路，316路，320路，806路，6020路世纪城夜间专线，K248路
- 北京路④：1路，66路，66路大站快车，100路

## 车站历史
本站工程名与正式名均为北京路站，站名来自车站所处的北京路。
- 2018年12月1日，1号线车站随1号线全线通车开通[1]。
- 2022年
  - 7月4日，3号线车站小里程段完成中板混凝土浇筑[6]。
  - 11月10日，3号线车站大里程段完成中板混凝土浇筑[7]。
- 2023年12月16日，3号线车站随3号线一期工程通车开通，车站成为换乘站[2]。